# Cesaro (worstelaar)
Claudio Castagnoli (Luzern, 27 december 1980), beter bekend als Antonio Cesaro of kortweg Cesaro, is een Zwitsers professioneel worstelaar die sinds 2022 actief is in All Elite Wrestling (AEW) en Ring Of Honor (ROH). Van 2011 tot aan 2022 was Cesaro best bekend bij de World Wrestling Entertainment.
Cesaro is vooral bekend als tag teamworstelaar en is een 7-voudig WWE Tag Team Champion, waarvan een 5-voudig WWE Raw Tag Team Champion en 2-voudig WWE SmackDown Tag Team Champion.
Cesaro is een voormalige WWE United States Champion en heeft sinds zijn komst naar de federatie een gimmick van "Europese snob". Cesaro werd enorm populair door zijn kenmerkende worstelbeweging "Giant Swing", waarbij Cesaro de benen van de tegenstander neemt en rondjes draait, alvorens hij de tegenstander tegen de mat gooit. Cesaro voerde zijn beweging meermaals uit op zwaardere tegenstanders. Hierdoor kreeg hij de bijnamen "The Swiss Superman" en "The King of Swing".
Tevens was Cesaro de inaugurele winnaar van het jaarlijkse André The Giant Memorial Battle Royal-wedstrijd bij het evenement WrestleMania XXX.
Cesaro werd vier keer op een rij (2013-2016) beschouwd als een van de meest onderschatte professioneel worstelaars ter wereld door het magazine Wrestling Observer Newsletter. Eind februari 2022 verliet hij WWE nadat zijn aflopende contract niet werd verlengd.
Cesaro worstelt sinds 26 juni 2022 bij AEW onder zijn geboortenaam Claudio Castagnoli.

## Professioneel worstel-carrière (2000-)

### Training (2000-2003)
Castagnoli genoot een opleiding als professioneel worstelaar in zijn geboorteland Zwitserland. Hij werd getraind door SigMasta Rappo en maakte zijn debuut in de Duitse stad Essen op 24 december 2000. Castagnoli was toen lid van de Duitse worstelorganisatie "Westside Xtreme Wrestling (wXw)" en gebruikte eerst een Japans gimmick "Tenshi Takami" voordat hij de rol speelde van een Zwitserse bankier. Hij vormde een tag team met zijn landgenoot Marco "Ares" Jaggi als "Swiss Money Holding". In Zwitserland ontmoette hij Chris Hero en Mike Quackenbush - oprichter van de worstelorganisatie Chikara -, die hem zouden uitnodigen om op te treden in de Verenigde Staten.

### Onafhankelijke circuit (2003-2011)
Castagnoli verhuisde in 2003 naar Engeland, waar hij getraind werd door Dave Taylor. Castagnoli kreeg in 2004 een green card en verhuisde naar de Verenigde Staten. Hij worstelde voor de worstelorganisaties Combat Zone Wrestling (CZW), Ring of Honor (ROH) en Chikara, waar hij de plaatselijke Tag Team Championships veroverde als partner van Chris Hero, later bekend als "Kassius Ohno". Castagnoli en Hero waren samen actief in de Japanse promotie "Pro Wrestling Noah", van 2008 tot 2011, waar ze evenzeer succes boekten.
Hun team, aangevuld met Mike Quackenbush, werd populair als "The Kings of Wrestling" en was actief tot 2006. Castagnoli zou jarenlang worstelen aan de zijde van Chris Hero. Het duo was ook te zien in de promotie "Pro Wrestling Guerrilla", van 2005 tot 2008, waar ze het Tag Team Championship niet konden winnen. Castagnoli won individueel het 'PWG World Championship'. Castagnoli keerde nog eens terug in 2010, maar vertrok alweer een jaar later.
In november 2006 werd bekend dat Castagnoli een opleidingscontract had getekend bij de World Wrestling Entertainment. De federatie was onder de indruk van een kleinschalig optreden van Castagnoli in het programma Monday Night Raw. Castagnoli speelde een politieagent in een scène backstage. Hij had toen een succesvolle try-out voor "Deep South Wrestling", een opleidingsprogramma van de federatie. Castagnoli moest echter vertrekken omdat hij naar verluidt problemen kreeg met zijn visum.

### World Wrestling Entertainment (WWE) (2011-2022)

#### Florida Championship Wrestling (2011-2012)

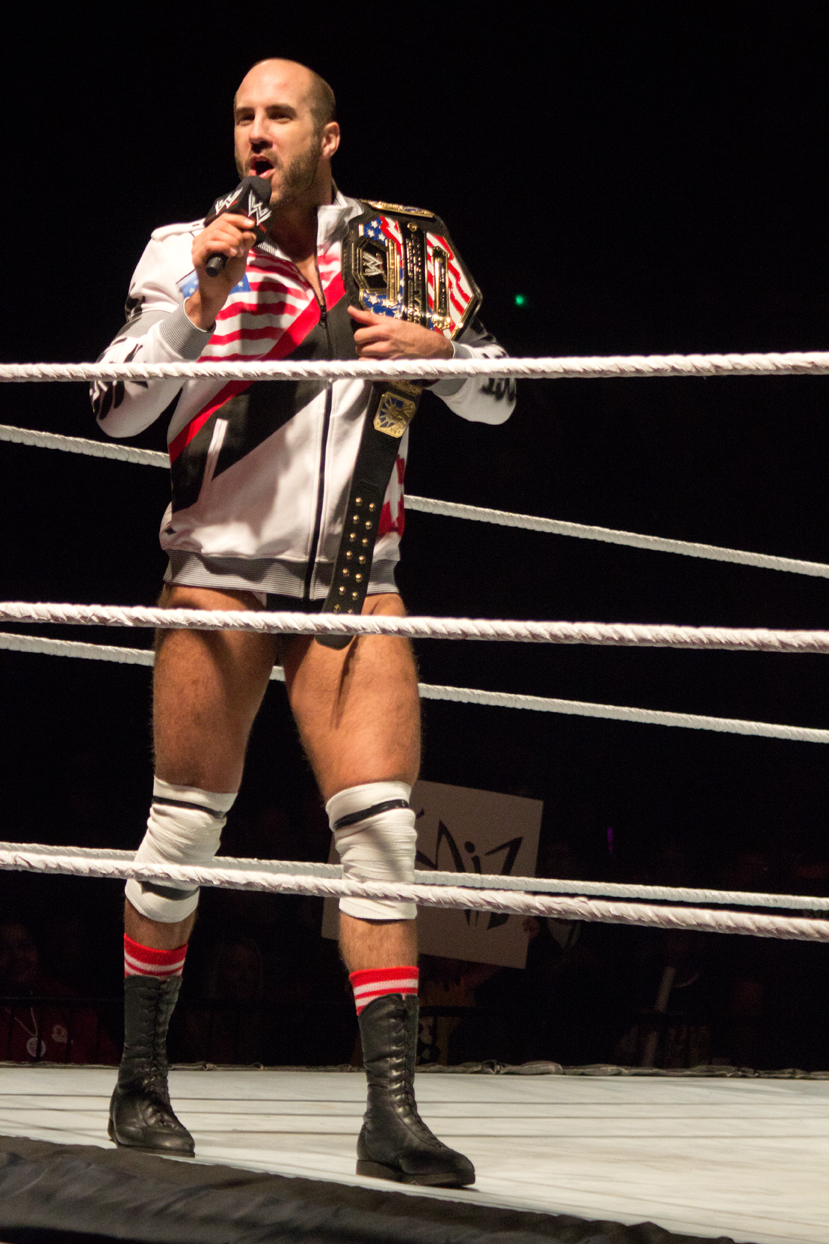
Cesaro als WWE United States Champion in 2013

Castagnoli tekende op 16 september 2011 een contract bij de WWE en werd doorgestuurd naar het opleidingsprogramma Florida Championship Wrestling (FCW) (nu NXT) onder de ringnaam "Antonio Cesaro", later simpelweg "Cesaro". Hij debuteerde tijdens een live-evenement (jargon: house show) op 17 september 2011, maar verloor van Seth Rollins. Cesaro maakte zijn televisiedebuut pas in een aflevering van FCW TV op 24 oktober 2011 en versloeg Mike Dalton, later bekend als "Tyler Breeze".
Cesaro worstelde op 6 januari 2012 bij een live-evenement in Jackson, Mississippi, meer bepaald in een tag team match als partner van Michael McGillicutty, maar ze werden verslagen door Alex Riley en Mason Ryan. Cesaro worstelde op 18 maart 2012 tegen Richie Steamboat voor het FCW 15 Championship, maar die wedstrijd eindigde met een gelijkspel (jargon: no contest).

#### WWE United States Championship (2012-2013)
Cesaro maakte zijn debuut in de befaamde worstelshows van de federatie in een aflevering van Friday Night SmackDown! op 20 april 2012, in een scène backstage naast Aksana en Theodore Long. Cesaro overtuigde Long om te onderhandelen met 'General Manager' John Laurinaitis over een contract. Volgens de verhaallijn was de meertalige Cesaro een voormalig rugbyspeler, een carrière die eindigde omdat hij werd verbannen vanwege "overmatige agressie". Cesaro versloeg meermaals Santino Marella. Vanaf mei 2012 had Cesaro een (kayfabe) affaire met Aksana, maar het koppel ging uit elkaar in september. Cesaro verloor van Christian Cage in een aflevering van SmackDown! op 10 augustus 2012, zijn eerste individuele nederlaag sinds zijn debuut.
Cesaro veroverde het WWE United States Championship van Santino Marella bij het evenement SummerSlam, zijn eerste grote kampioenschap als lid van de federatie. Cesaro moest het kampioenschap na 239 dagen afstaan aan Kofi Kingston in een aflevering van Monday Night Raw op 15 april 2013. Tussendoor verdedigde Cesaro het kampioenschap onder andere tegen R-Truth bij het evenement Survivor Series en tegen The Miz bij het evenement Elimination Chamber.

#### The Real Americans (2013-2014)

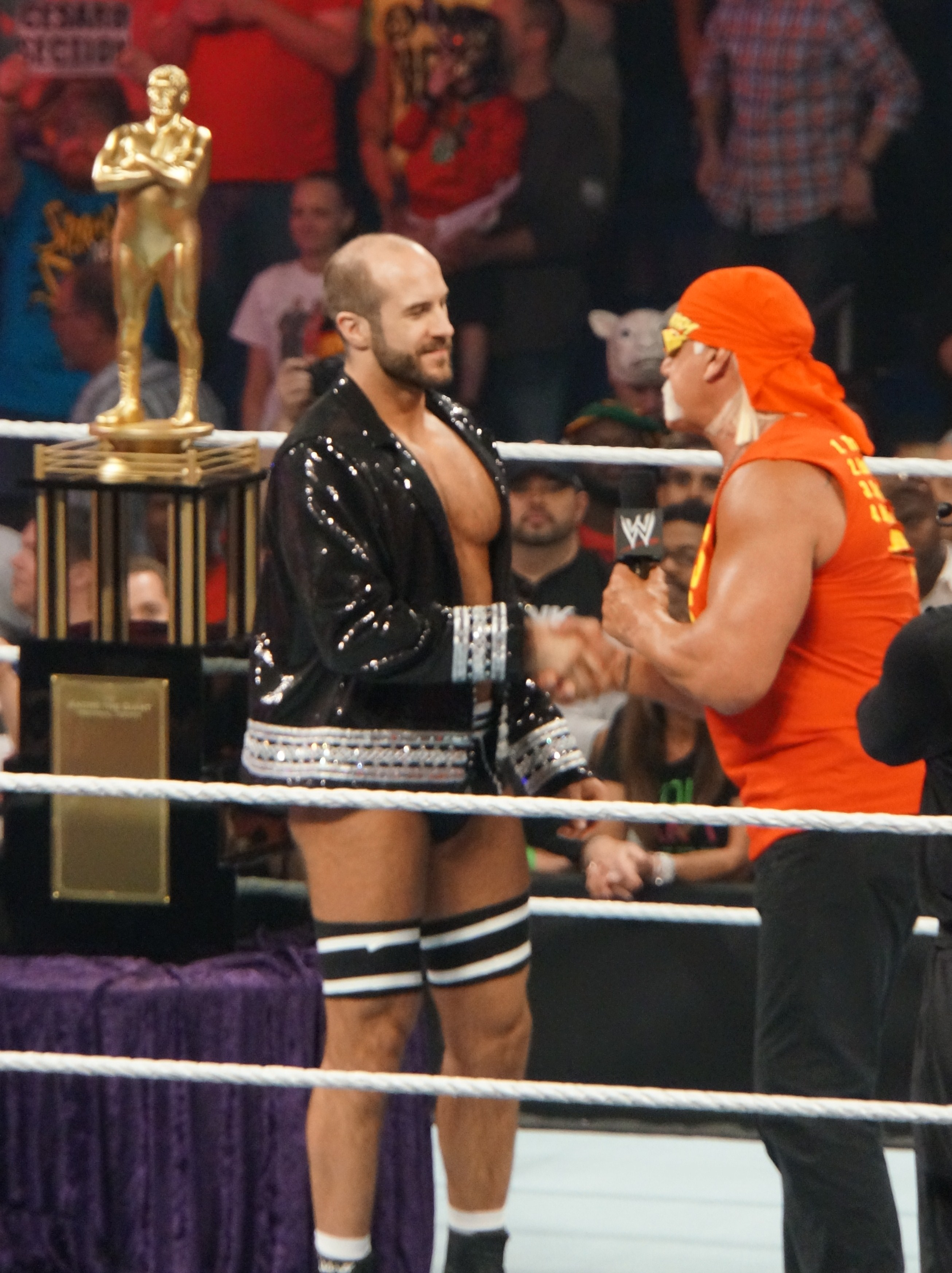
Cesaro krijgt felicitaties van Hulk Hogan na zijn overwinning in de eerste "André the Giant Memorial Battle Royal"

In januari 2013 nam Cesaro voor het eerst in zijn carrière deel aan de Royal Rumble, maar werd geëlimineerd door latere winnaar John Cena. Cesaro startte in mei 2013 een verhaallijn naast Sami Zayn, die destijds actief was in het opleidingsprogramma WWE NXT. Cesaro en Zayn worstelden twee opmerkelijke wedstrijden tegen elkaar, waarvan Cesaro er één wist te winnen. In de zomer van 2013 werd hij benaderd door Zeb Colter, die op het scherm zijn 'manager' werd. Cesaro en Jack Swagger vormden een tag team als "The Real Americans".
Cesaro en Swagger namen deel aan een Money in the Bank ladder match bij het gelijknamig evenement, maar slaagden er niet in de koffer met een kans op het WWE Championship te bemachtigen. Damien Sandow was uiteindelijk de winnaar. Cesaro daagde Bo Dallas uit voor het NXT Championship, maar verloor. "The Real Americans" werden verslagen door Los Matadores bij het evenement Hell in a Cell, waarna ze een dag later kampioenen Goldust en Cody Rhodes versloegen in een wedstrijd waarin het WWE Tag Team Championship niet op het spel stond. In het voorjaar van 2014 worstelden Cesaro en Swagger tegen teams als Rey Mysterio & Sin Cara en The Usos, met wisselend succes.
Cesaro nam in januari 2014 deel aan de Royal Rumble, maar werd geëlimineerd door Roman Reigns. Die laatste vestigde dat jaar een inmiddels verouderd record van meeste eliminaties in een enkele Royal Rumble, met name 12 eliminaties. Cesaro verzekerde zich tegen Dolph Ziggler van een plaats in de Elimination Chamber match bij het gelijknamig evenement in februari, maar werd in de "Chamber" geëlimineerd door John Cena. Cesaro was in april 2014 de inaugurele winnaar van de "André the Giant Memorial Battle Royal" bij het evenement WrestleMania XXX, nadat hij op spectaculaire wijze Big Show als laatste elimineerde.
Cesaro kreeg de trofee uit handen van worstelicoon Hulk Hogan, die in het verleden legendarische duels uitvocht met de overleden André the Giant. "The Real Americans" gingen in de lente van 2014 uit elkaar toen Zeb Colter hem als zondebok aanduidde na een nederlaag voor het WWE Tag Team Championship in het voorprogramma van WrestleMania XXX.

#### Tag team met Tyson Kidd (2014-2015)
Cesaro sloot zich aan bij voormalig worstelpromotor en manager Paul Heyman, die in het verleden manager was van CM Punk en tegenwoordig Brock Lesnar. Cesaro versloeg Rob Van Dam en Jack Swagger bij het evenement Extreme Rules in april 2014, nadat hij door die eerste een kans op het WWE Intercontinental Championship door de neus geboord zag. Hij werd namelijk door Van Dam geëlimineerd in een kwalificatiewedstrijd. Cesaro verloor van Sheamus voor het WWE United States Championship bij het evenement Payback.
Cesaro beëindigde zijn samenwerking met Heyman, maar verloor nadien keer op keer. Hij werd verslagen door Rob Van Dam in het voorprogramma van het evenement SummerSlam en verloor nog eens van Sheamus voor het WWE United States Championship bij het evenement Night of Champions. Cesaro verloor daarna 5 keer op rij van Dolph Ziggler op televisie, waarvan de laatste keer voor het WWE Intercontinental Championship bij het evenement Hell in a Cell in oktober. Aan zijn verliesreeks kwam een einde toen hij zich vanaf december opnieuw begon te concentreren op tag teamworstelen.
In december 2014 richtte Cesaro een team op met Tyson Kidd, de (werkelijke) echtgenoot van Nattie Neidhart - beter bekend als "Natalya". Neidhart is de dochter van de legendarische tag-teamworstelaar Jim Neidhart. Cesaro en Tyson Kidd veroverden het WWE Tag Team Championship van The Usos bij het evenement Fastlane in februari 2015, maar moesten het kampioenschap doorgeven aan The New Day (Kofi Kingston, Big E & Xavier Woods) bij het evenement Extreme Rules. In mei 2015 namen Cesaro en Tyson Kidd deel aan de allereerste tag team Elimination Chamber match bij het gelijknamig evenement, waar ze nalieten het WWE Tag Team Championship te heroveren van "The New Day". Tyson Kidd raakte op 7 juni 2015 zwaar geblesseerd aan de rug, waarna hij besloot een punt te zetten achter zijn carrière. Cesaro en Tyson Kidd hielden contact en zijn privé beste vrienden.

#### "Cesaro Section" (2015-2016)
Cesaro accepteerde op 29 juni 2015 een uitdaging van John Cena voor diens WWE United States Championship in een aflevering van Monday Night Raw, maar werd aangevallen door Kevin Owens. Een week later beantwoordde hij Cena's volgende uitdaging, waarna hij verloor in wat algemeen wordt beschouwd als een klassieker. Rond deze periode was Cesaro uitgegroeid tot een enorm populaire face ("good guy"), waardoor het fenomeen "Cesaro Section" ontstond. Het woord "Cesaro Section" heeft betrekking op fans die rotsvast in Cesaro geloofden. Men was van mening dat Cesaro een duwtje in de rug (jargon: push) verdiende na jaren van hard werk. Cesaro worstelde steeds vaker in de hoofdwedstrijd van de avond. Men kon een bordje verkrijgen met daarop de tekst "Cesaro Section", zodat Cesaro langs de ring kon zien waar zijn fans stonden.
Oorspronkelijk speelde Cesaro voor het eerst de rol van "face" in 2014, maar hij veranderde toen weer in een heel ("slechterik") als lid van The Real Americans met Jack Swagger. In zijn "nieuwe rol" als publiekslieveling verzuimde Cesaro het WWE World Heavyweight Championship te veroveren in een toernooi. Seth Rollins moest namelijk in november 2015 zijn titel beschikbaar stellen nadat hij eerder zijn voorste kruisband scheurde bij een live-evenement in Dublin. Cesaro werd verslagen door Roman Reigns in de halve finale. Eind november liep Cesaro een zware blessure op, met name een gescheurd rotatorenmanchet in de linkerschouder. Hij was twee maanden buiten strijd. Cesaro miste het evenement WrestleMania 32 als gevolg van zijn blessure. Toen hij aan de kant stond met zijn blessure recommandeerden meerdere worsteliconen een grotere rol voor Cesaro in de federatie. Mick Foley sprak via Facebook dat "Cesaro een fantastische WWE Champion zou kunnen zijn".
Cesaro keerde terug op 4 april 2016, een dag na WrestleMania 32, en droeg een kostuum. Cesaro speelde een nieuwe rol, met name een gimmick dat was afgeleid van James Bond en dergelijke. Cesaro slaagde er vervolgens niet in zich te kwalificeren als uitdager van Roman Reigns voor het WWE World Heavyweight Championship. A.J. Styles ging met de zege aan de haal. In april 2016 verloor hij van The Miz voor het WWE Intercontinental Championship bij het evenement Payback, met dank aan Kevin Owens en Sami Zayn. Een maand later werd hij opnieuw verslagen door The Miz bij het evenement Extreme Rules. Owens en Zayn waren de andere uitdagers. Cesaro kwalificeerde zich voor de Money in the Bank ladder match bij het gelijknamig evenement, waar hij verloor. Dean Ambrose won de Money in the Bank-koffer voor een kans op het WWE World Heavyweight Championship.

#### Cesaro en Sheamus alias The Bar (2016-2019)

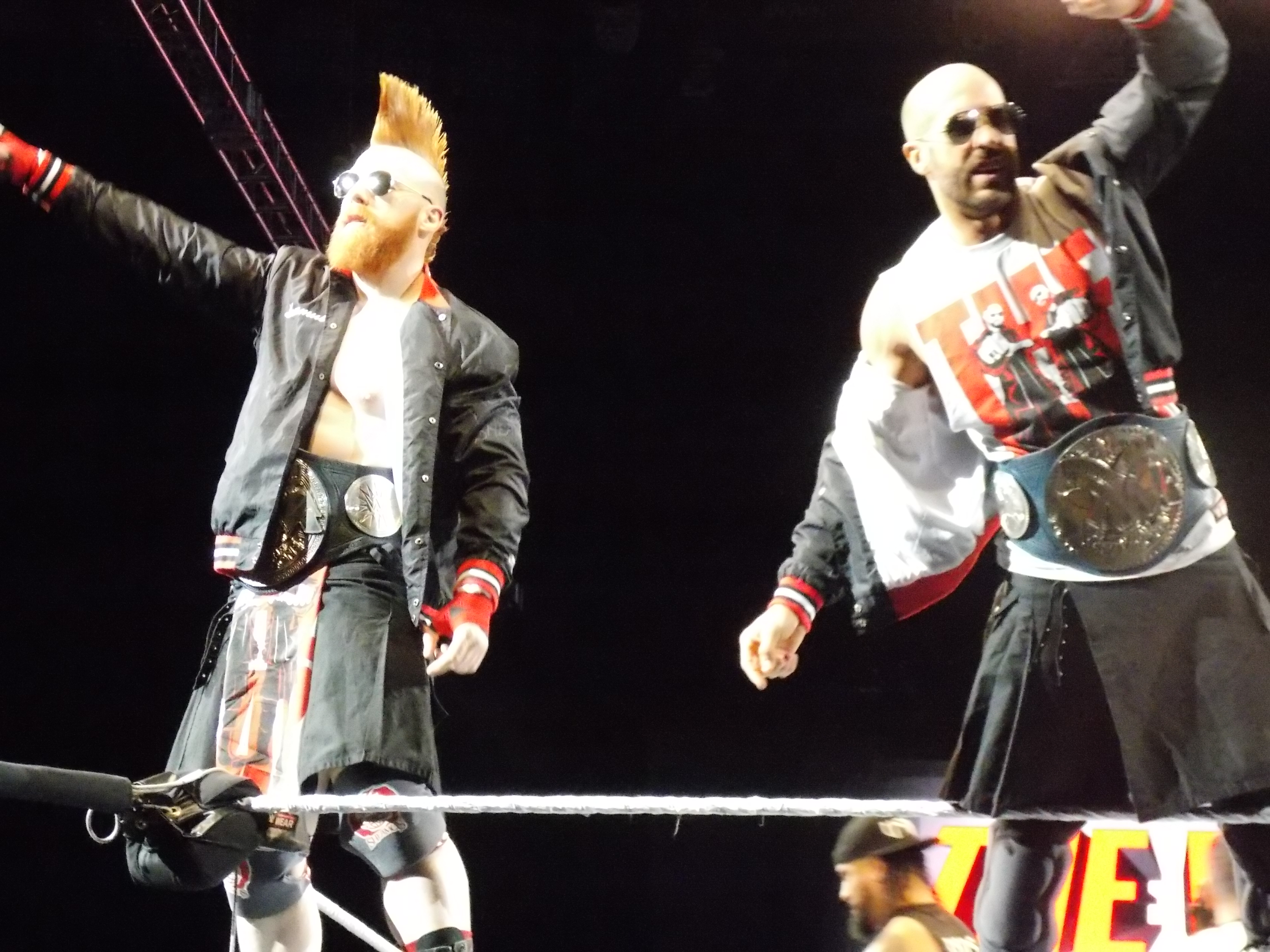
Cesaro en Sheamus in 2019

In augustus en september 2016 worstelde Cesaro zeven maal tegen Sheamus. Cesaro verloor de eerste drie wedstrijden, maar ook Sheamus verloor drie keer. Hun laatste confrontatie vond plaats bij het evenement Clash of Champions op 25 september 2016. Het gevecht eindigde in het publiek en zowel Cesaro als Sheamus waren niet meer in staat om door te gaan (jargon: no contest). Cesaro en Sheamus moesten van de federatie verder als tag team, aanvankelijk tot ongenoegen van Sheamus.

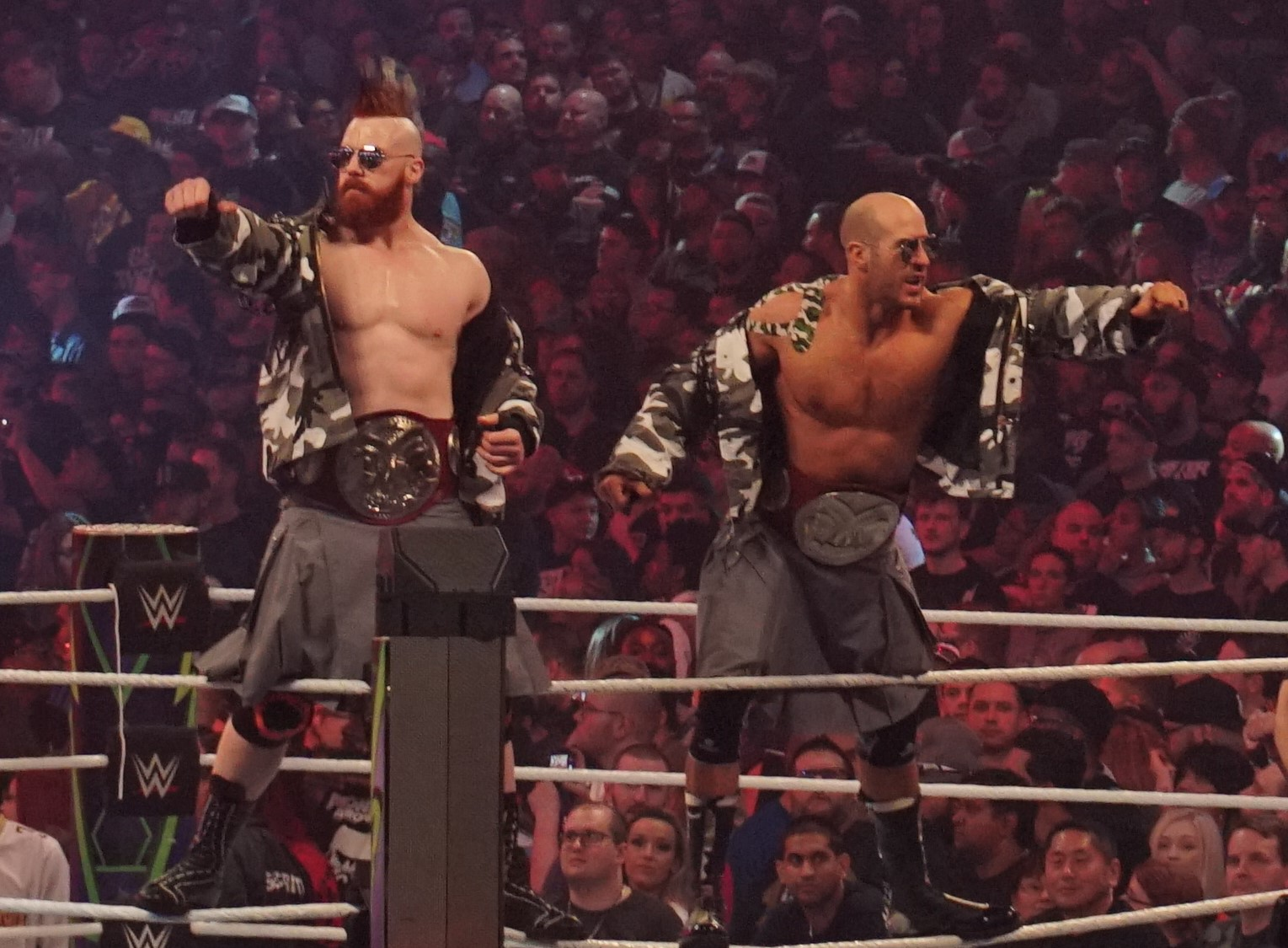
Cesaro en Sheamus als WWE Raw Tag Team Champions bij WrestleMania 34

Cesaro en Sheamus versloegen The New Day (Kofi Kingston, Big E & Xavier Woods), die 483 dagen onafgebroken kampioen waren, bij het evenement Roadblock: End of the Line op 18 december 2016, voor Cesaro het tweede WWE Tag Team Championship in zijn carrière. Cesaro en Sheamus verloren de titelriemen in januari 2017 aan Luke Gallows en Karl Anderson in het voorprogramma van het evenement Royal Rumble. Cesaro en Sheamus werden verslagen door The Hardy Boyz, die na 10 jaar verrassend terugkeerden naar de federatie als team, met name bij het evenement WrestleMania 33.
Cesaro en Sheamus verzuimden het kampioenschap te heroveren van "The Hardy Boyz" bij het evenement Payback, waarna ze "The Hardy's" plots aanvielen. Vanaf dat ogenblik kreeg hun team de naam "The Bar". "The Bar" veroverde voor de tweede keer in hun bestaan het WWE Tag Team Championship bij het evenement Extreme Rules met een overwinning tegen "The Hardy Boyz". In juli 2017 verdedigden Cesaro en Sheamus het kampioenschap met succes tegen "The Hardy Boyz" in een Iron Man match bij het evenement Great Balls of Fire.
Cesaro en Sheamus verloren het kampioenschap aan The Shield (Dean Ambrose & Seth Rollins) bij het evenement SummerSlam en wisten het kampioenschap niet te heroveren bij het evenement No Mercy. Een maand later namen ze het op tegen "The Shield" - aangevuld met Kurt Angle wegens ziekte van Roman Reigns - als partners van The Miz, Braun Strowman en Kane bij het evenement Tables, Ladders and Chairs, maar verloren. "The Bar" werd ook verslagen door The Usos bij het evenement Survivor Series.
In januari 2018 veroverden Cesaro en Sheamus opnieuw het WWE Raw Tag Team Championship bij het evenement Royal Rumble. Eerder op de avond nam Cesaro deel aan de Royal Rumble, waarin hij werd geëlimineerd door Seth Rollins. "The Bar" verdedigde het kampioenschap met succes bij het evenement Elimination Chamber na een overwinning tegen "Titus Worldwide" (Titus O'Neil & Apollo Crews). Het kampioenschap van Cesaro en Sheamus ging verloren bij het evenement WrestleMania 34 in april 2018, meer bepaald nadat Braun Strowman het WWE Raw Tag Team Championship veroverde met de 10-jarige fan Nicholas - die hij uit het publiek haalde. Later die maand verloren Cesaro en Sheamus van Bray Wyatt en Matt Hardy voor het WWE Raw Tag Team Championship bij het evenement Greatest Royal Rumble in Saudi-Arabië. "The Bar" speelde een verhaallijn naast "The New Day", waarin ze faalden zich te kwalificeren voor het Money in the Bank ladder match.
Tijdens de 1000e aflevering van het programma Tuesday Night SmackDown! Live veroverden Cesaro en Sheamus voor de 4e keer het WWE SmackDown Tag Team Championship met een overwinning tegen The New Day. Cesaro en Sheamus werden verslagen door The Miz en Shane McMahon bij het evenement Royal Rumble in januari 2019 en verloren de titelriemen. Cesaro en Sheamus werden in april 2019 verslagen door "The Usos" voor het WWE SmackDown Tag Team Championship bij het evenement WrestleMania 35. De Nederlandse professioneel worstelaar Aleister Black maakte ook deel uit van die wedstrijd, als partner van Ricochet, en was de eerste Nederlander die ooit worstelde bij WrestleMania.

## In het worstelen
- Finishers
  - Als Cesaro
    - Gotch Style Neutralizer / Neutralizer
    - Very European Uppercut (FCW)
    - Cesaro Swing

  - Als Claudio Castagnoli
    - Alpamare Waterslide
    - Inverted Chikara Special (Chikara)
    - Lasartesse Lift – 2007
    - The Neutralizer
    - Ricola Bomb
    - Roaring Swiss Uppercut
    - Swiss Death / Very European Uppercut

- Signature moves
  - Bicycle kick
  - Cravate
  - Delayed vertical suplex
  - Giant swing
  - Gutwrench suplex
  - Jim Breaks Special
  - Match Killer
  - Money Dive
  - Neutralizer

- Bijnamen
  - "Double C"
  - "The Most Money Making Man"
  - "The Stalwart Swiss Powerhouse"
  - "Very European"
  - "The Swiss Sensation"

- Managers
  - Jade Chung
  - SoCal Val
  - Prince Nana
  - Shane Hagadorn
  - Sara Del Rey
  - Aksana
  - Zeb Colter
  - Paul Heyman

## Prestaties
- Chikara
  - Chikara Campeonatos de Parejas (2 keer: met Chris Hero (1x) en Ares (1x))
  - King of Trios (2010) – met Ares & Tursas
  - Tag World Grand Prix (2005) – met Arik Cannon
  - Tag World Grand Prix (2006) – met Chris Hero
  - Torneo Cibernético (2007)[3]

- Cleveland All-Pro Wrestling
  - CAPW Unified Heavyweight Championship (1 keer)

- Combat Zone Wrestling
  - CZW World Tag Team Championship (2 keer: met Chris Hero)
  - Last Team Standing (2006) – met Chris Hero

- German Stampede Wrestling
  - GSW Tag Team Championship (2 keer: met Ares)

- Juggalo Championship Wrestling
  - JCW Tag Team Championship (1 keer: met Chris Hero)

- International Pro Wrestling: United Kingdom
  - IPW:UK Tag Team Championship (1 keer: met Ares)

- Independent Wrestling Association: Switzerland
  - IWA Switzerland World Heavyweight Championship (1 keer)

- Pro Wrestling Guerrilla
  - PWG World Championship (1 keer)

- Ring of Honor
  - ROH World Tag Team Championship (2 keer: met Chris Hero)
  - Race to the Top Tournament (2007)
  - Tag Wars (2010) – met Chris Hero

- Swiss Wrestling Federation
  - SWF Powerhouse Championship (2 keer)
  - SWF Tag Team Championship (1 keer met Ares)

- Westside Xtreme wrestling
  - wXw World Heavyweight Championship (2 keer)
  - wXw Tag Team Championship (3 keer met Ares)

- World Wrestling Entertainment
  - WWE United States Championship (1 keer)
  - WWE Tag Team Championship (5 keer: 1 keer met Tyson Kidd en 4 keer met Sheamus)
  - André The Giant Memorial Battle Royal (2014, inaugurele winnaar)

- Wrestling Observer Newsletter
  - Tag Team of the Year (2010) met Chris Hero